# Opuntia cochabambensis
Opuntia cochabambensis ist eine Pflanzenart in der Gattung der Opuntien (Opuntia) aus der Familie der Kakteengewächse (Cactaceae). Das Artepitheton cochabambensis verweist auf den Fundort im Departamento Cochabamba in Bolivien.

## Beschreibung
Opuntia cochabambensis wächst baumförmig  und erreicht Wuchshöhen von bis zu 1,2 Meter. Es wird ein deutlicher Stamm ausgebildet. Die flachen, verlängerten Triebabschnitte sind bis zu 30 Zentimeter lang und 4 bis 5 Zentimeter breit. Die Areolen sind weiß, die Glochiden gelb. Die drei bis fünf nadeligen, an der Trieboberfläche anliegenden oder ausgebreiteten Dornen sind weißlich und erreichen eine Länge von 2 bis 3 Zentimeter.
Die radförmigen zitronengelben Blüten weisen eine Länge von bis zu 5 Zentimeter auf. Die purpurfarbenen Früchte erreichen Durchmesser von bis zu 3 Zentimeter.

## Verbreitung und Systematik
Opuntia cochabambensis ist im bolivianischen Departamento Cochabamba in Höhenlagen von 2500 bis 2900 Metern verbreitet.
Die Erstbeschreibung erfolgte 1953 durch Martín Cárdenas.

## Nachweise